# 科曼 (諾夫哥羅德-謝韋爾斯基區)
51°59′0″N 33°20′22″E / 51.98333°N 33.33944°E
科曼（烏克蘭語：Комань），是烏克蘭的村落，位於該國北部切爾尼戈夫州，由諾夫哥羅德-謝韋爾斯基區負責管轄，始建於1150年，面積0.89平方公里，海拔高度163米，2001年人口220，人口密度每平方公里247.2人。